# Moritz Malcharek
Moritz Malcharek (* 29. Juli 1997 in Berlin) ist ein deutscher Radsportler, der Rennen auf Straße und Bahn bestreitet.

## Sportliche Laufbahn
Durch einen Freund kam Moritz Malcharek als Zehnjähriger zum Radsport und trainierte zunächst beim SC Berlin, bis er 2009 zum RSV Werner Otto wechselte. 2017 wurde er vom Team LKT Team Brandenburg unter Vertrag genommen.
2014 gewann Malcharek gemeinsam mit Leo Appelt, Jasper Frahm, Marcel Franz, Marc Jurczyk und Robert Jägeler das Mannschaftszeitfahren des renommierten Junioren-Rennens Sint-Martinusprijs Kontich in Belgien. Im Jahr darauf wurde er gemeinsam mit Moritz Augenstein deutscher Junioren-Meister im Zweier-Mannschaftsfahren. 2016 entschied er eine Etappe der Internationalen Oderrundfahrt für sich. 2017 gewann er gemeinsam mit Augenstein die U23-Austragung des Bremer Sechstagerennens, in Berlin belegte das Duo Rang drei; im selben Jahr absolvierte er sein Abitur. 2018 gewann er den Berliner U23-Wettbewerb gemeinsam mit Christian Koch.
Bei den U23-Europameisterschaften 2018 errang Malcharek die Silbermedaille im Omnium. Im Oktober des Jahres startete er beim ersten Lauf des Bahn-Weltcups im französischen Saint-Quentin-en-Yvelines als Mitglied der Elite-Nationalmannschaft und errang bei seinem Weltcup-Debüt auf Anhieb die Goldmedaille im Punktefahren. 2019 wurde er U23-Europameister im Scratch und gewann im Omnium Bronze.
Beim Lauf des Nations’ Cup 2021 in Hongkong gewann Malcharek gemeinsam mit Theo Reinhardt das Zweier-Mannschaftsfahren. 2022 wurde er Vize-Europameister im Scratch.

## Erfolge

### Bahn
2015
- Deutscher Junioren-Meister – Zweier-Mannschaftsfahren (mit Moritz Augenstein)

2017
- Bremer Sechstagerennen (U23) (mit Moritz Augenstein)

2018
- Berliner Sechstagerennen (U23) (mit Christian Koch)
- U23-Europameisterschaft – Omnium
- Weltcup in Saint-Quentin-en-Yvelines – Punktefahren

2019
- U23-Europameister – Scratch
- U23-Europameisterschaft – Omnium

2021
- Nations’ Cup in Hongkong – Zweier-Mannschaftsfahren (mit Theo Reinhardt)

2022
- Europameisterschaft – Scratch

2023
- Deutscher Meister – Ausscheidungsfahren, Zweier-Mannschaftsfahren (mit Moritz Augenstein)

2024
- Deutscher Meister – Zweier-Mannschaftsfahren (mit Moritz Augenstein)

### Straße
2014
- Sint-Martinusprijs Kontich – Mannschaftszeitfahren